# قنية صفراوية
القُنَيَّة الصفراوية أو القُنَيَّات الصفراوية (بالإنجليزية: Bile canaliculus, pl.: Bile canaliculi)‏ (تسمى أيضاً الشعيرات الصفراوية) هي أنبوب رفيع يجمع الصفراء المفرزة من الخلايا الكبدية. تُفرغ القنيات الصفراوية في سلسلة من القنيات الصفراوية التي تزداد حجماً بشكل تدريجي لتصبح في النهاية القناة الكبدية المشتركة. تصب القنيات الصفراوية مباشرة في قنوات هيرينغ.

## بنية القنيات الصفراوية
يتراوح قطر القنيات الصفراوية من 0.5- 1 ميكرومتر في المنطقة حول الوريد (في مركز الفصيص) ومن 1 إلى 2.5 ميكرومتر في المنطقة حول البابية (في محيط الفصيص)، وفقاً لتدفق الصفراء من المنطقة المركزية للفصيص نحو المسار البابي.
تنشأ القنيات الصفراوية من أغشية العديد من الخلايا الكبدية المتجاورة والتي تتصل ببعضها البعض من خلال وصلات محكمة. تبطن القنيات بالزغيبات المغطاة بطبقة رقيقة من الغليكوبروتين، وتوجد خيوط الأكتين داخل الزغيبات وتمتد إلى أسفل في شبكة من الأكتين حول القنية الصفراوية، وتعمل على انكماش القناة الصفراوية.

## التغيرات البنيوية
تتشابه التغيرات التي تصيب القنيات الصفراوية بين العديد من أشكال الركود الصفراوي، إذ يعد فقدان الزغيبات وتكوُّن فقاعات على الغشاء السطحي واختلال تنظيم شبكة خيوط الأكتين حول القنيات الصفراوية من السمات المشتركة. في حالة الركود الصفراوي المرتبط بأذية الاحتفاظ بعد زراعة الكبد، على سبيل المثال، يؤدي نقص التروية ثم عودتها إلى توسع القنيات الصفراوية وفقدان الزغيبات وانضغاط خيوط الأكتين.
تظهر الصفراء داخل القنيات الصفراوية على شكل مادة خيطية كثيفة الإلكترونات. تعد الصفراء القنوية الحبيبية الخشنة (صفراء بايلر) مميزة للركود الصفراوي داخل الكبدي العائلي المترقي من النوع 1 (مرض بايلر) الذي يُرى عند أطفال الأميش.

## روابط خارجية
- Bile+Canaliculi في المكتبة الوطنية الأمريكية للطب نظام فهرسة المواضيع الطبية (MeSH).

- مادة علم الأنسجة في جامعة إلينوي في إربانا-شامبين 421
- صور نسيجية: 15301loa — نظام تعلم علم الأنسجة في جامعة بوسطن